# Port morski Baku
Port Baku (aze. Bakı Beynəlxalq Dəniz Ticarət Limanı) – największy w Azerbejdżanie port morski położony nad Morzem Kaspijskim w Zatoce Bakijskiej.
Jest największym i najbardziej ruchliwym portem na Morzu Kaspijskim. Od ponad stu lat odgrywa ważną rolę w regionalnym handlu i jest główną bramą morską do Azerbejdżanu. W ostatnich latach port jest ważnym elementem Inicjatywy z Baku oraz projektów INOGATE i TRACECA we współpracy z Komisją Europejską i pozostałymi sygnatariuszami Inicjatywy z Baku.

## Historia

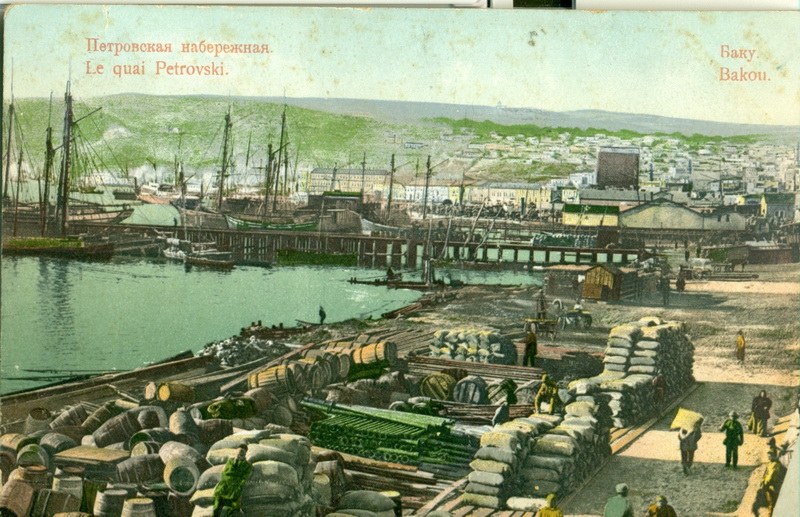
Port w Baku na pocztówce z 1900 roku

Najstarsze wzmianki o porcie Baku pochodzą z 1564 roku, gdy swoim dekretem Tahmasp I mianował Sheikh Zahida na stanowisko zarządcy portu. Wiadomo natomiast, że port działał również w poprzednich stuleciach.
17 września 1854 roku Car Rosji Mikołaj I Romanow nakazał restrukturyzację portu na terminal wojskowy, co sprawiło, że port zyskał na znaczeniu, gdyż poza handlem przez jego tereny zaczęli przemieszczać się również wojskowi i obsługujący ich cywile. W wyniku dekretu rozpoczęła się rozbudowa portu i jego unowocześnienie.
21 lipca 1902 roku został oddany do użytku nowy port w Baku. W momencie otwarcia był jednym z największych portów na świecie oraz największym portem Imperium Rosyjskiego pod względem obrotów ładunkowych, zdolności przeładunkowej i liczby obsługiwanych pasażerów. W latach 1923–1924 towary obsługiwane przez port stanowiły 27,3% całego handlu Związku Socjalistycznych Republik Radzieckich.
W 1963 roku rozpoczęto budowę osobnego terminala obsługującego promy i statki pasażerskie, został on otwarty razem z centrum pasażerskim w 1972 roku.

### Obecny Port of Baku w Alat
W 2007 roku koreańska firma GSEngineering & Construction złożyła Ministerstwu Transportu Azerbejdżanu projekt na nowy port przeładunkowy w okolicach Baku. Port miał zostać oddany do użytku przed 2015 rokiem. Wstępne obliczenia szacowały koszt budowy nowego portu na ponad 400 milionów dolarów amerykańskich. Zgodnie z przedstawionym projektem port miał posiadać 11 stanowisk do obsługi kontenerowców i być w stanie obsługiwać ponad 11 milionów ton cargo. Projekt był budowany zakładając uczestnictwo w projekcie nowego Jedwabnego szlaku – Jeden pas i jedna droga.
22 września 2014 prezydent Azerbejdżanu İlham Əliyev wziął udział w otwarciu nowe terminala pasażerskiego, który był pierwszym etapem budowy nowego Port of Baku w Alacie. Dekretem İlhama Əliyeva z 18 marca 2015 roku zarządzanie nowo otwartym portem rozpoczęła spółka celowa CJSC. 9 stycznia 2018 został otwarty terminal towarowy nowego portu. Port został całkowicie oddany do użytku podczas oficjalnej ceremonii otwarcia 14 maja 2018 roku.

## Galeria

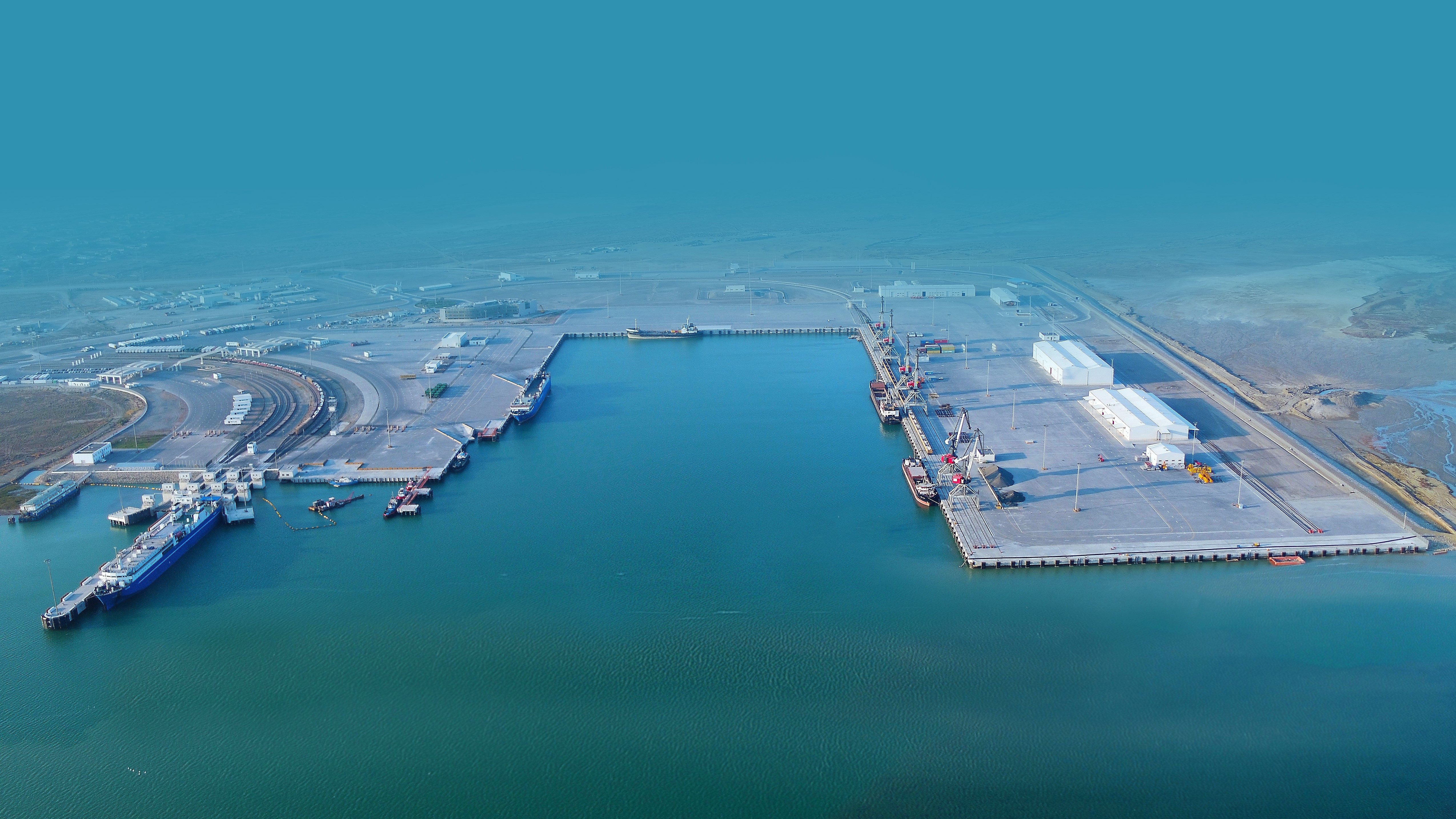
Widok na terminal cargo z lotu ptaka
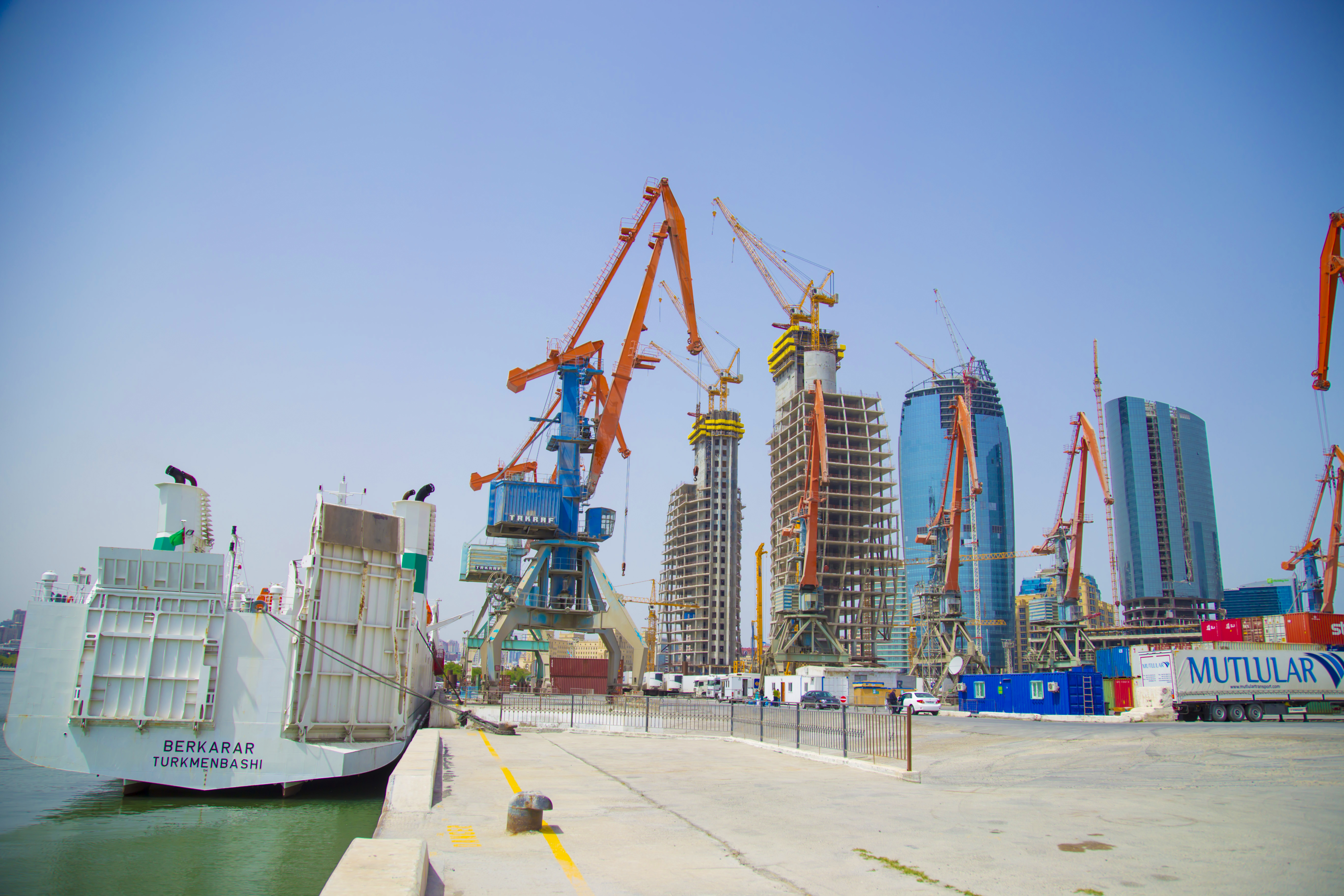
Terminal cargo
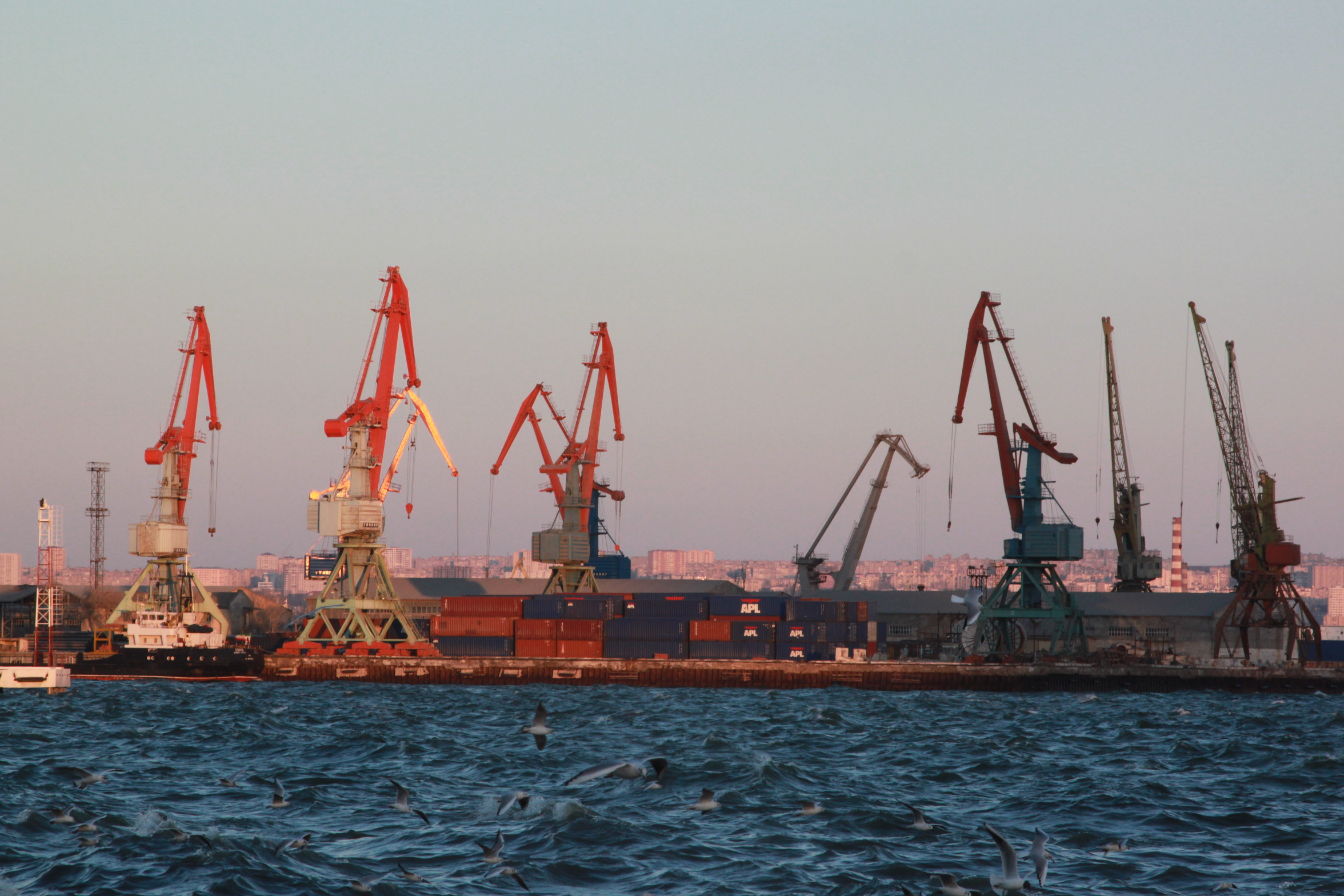
Widok na port od morza